# 法隆
法隆（法語：Fallon，法語發音：[falɔ̃]）是法国上索恩省的一个市镇，属于吕尔区。

## 地理
法隆（47°30'25"N, 6°28'52"E）面积5.64 平方千米，位于法国勃艮第-弗朗什-孔泰大區上索恩省，该省份为法国东部内陆省份，北起顺时针与孚日省、贝尔福地区省、杜省、汝拉省、科多尔省和上马恩省接壤。
与法隆接壤的市镇（或旧市镇、城区）包括：阿布南、布尔努瓦、格拉蒙、莱马尼。

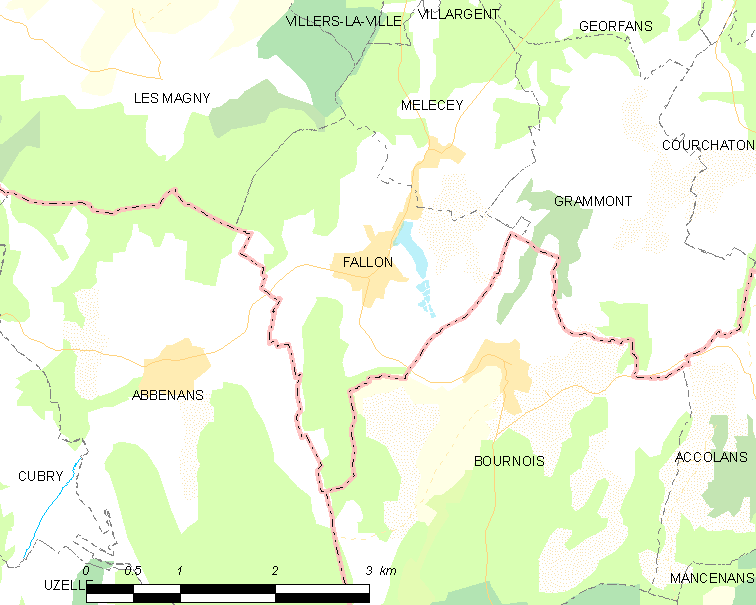
法隆的OSM定位图

法隆的时区为UTC+01:00、UTC+02:00（夏令时）。

## 行政
法隆的邮政编码为70110，INSEE市镇编码为70226。

## 政治
法隆所属的省级选区为维莱塞克塞勒县。

## 人口

1962-2008年间法隆人口变化图示

法隆于2022年1月1日时的人口数量为308人。